# کنسرتو پیانو شماره ۲ (برامس)
کنسرتو پیانو شماره ۲ (انگلیسی: Piano Concerto No. 2) اپوس ۸۳ در گام سی بمل ماژور، دومین کنسرتوی پیانو به همراه ارکستر از آهنگساز برجسته و شهیر، یوهان برامس است که ۲۲ سال پس از تصنیف نخستین کنسرتوی پیانوی وی تصنیف گردید. برامس در سال ۱۸۷۸ کار بر روی این قطعه را آغاز و در نهایت به سال ۱۸۸۱ آن را به پایان رساند.